# سندرم دراوه
سندرم دراوه (فرانسوی: Dravet syndrome‎) یا صرع میوکلونیک شدید نوزادی (SMEI) نوعی صرع است که در آن تشنج‌ها در اثر دمای بالا یا تب آغاز می‌شود. این بیماری اغلب حوالی ۶ ماهگی آغاز می‌شود و با داروهای ضد صرع قابل کنترل است.

## تاریخچه
این بیماری نخستین بار در سال ۱۹۷۸ میلادی توسط شارلوت دراوه توصیف شد و در سال ۱۹۸۹ میلادی به افتخار او نامگذاری شد.

## علائم و نشانه‌ها
مشخصهٔ این بیماری، تشنج‌های طول‌کشیدهٔ ناشی از تب یا بدون تب در سال اول زندگی است که به تدریج به سمت انواع دیگری از تشنج همچون صرع میوکلونیک و صرع پارشیال و همچنین تأخیر عصبی-حرکتی و آتاکسی پیشرفت می‌کند. مشخصه سندرم دراوه، اختلالات شناختی (Cognitive)، رفتاری (Behavioural) و حرکتی (Motor) است.

## علت
جهش در ژن‌های Navα1.2 و Nav1.1 بر روی کروموزوم ۲ موجب بروز این بیماری می‌گردد. در بیشتر موارد، این جهش‌ها ارثی نیستند و برای نخستین بار در یکی از اعضای خانواده دیده می‌شود. در ۷۰–۹۰٪ بیماران، علتِ سندرم دراوه، یک جهش بی‌معنی در Nav1.1 است که منجر به تولید یک پروتئین ناکارآمد می‌شود.

## همه‌گیرشناسی
سندرم دراوه، نوع شدیدی از صرع است و احتمال ابتلا به آن، ۱ از هر ۲۰٬۰۰۰ تا ۴۰٬۰۰۰ تولد است.